# Orchid Review
Orchid Review (abreviado Orchid Rev.) es una revista con ilustraciones y descripciones botánicas que fue fundada y editada (1893-1920) por el botánico inglés especialista en la familia Orchidaceae Robert Allen Rolfe. Publicada desde el año 1893 con el nombre de Orchid Review. An Illustrated Monthly Journal Devoted to Orchidology in all its Branches. Kingsteignton, Eng., etc..
Orchid Review es la revista más antigua e influyente de orquídeas en el mundo y una lectura esencial para cualquier persona con una pasión por las orquídeas. Tiene más de 100 años y, en 1993, se convirtió en la revista de orquídea de la Royal Horticultural Society. The Orchid Review, editado por Sarah Brooks, se publica cuatro veces al año y ha sido elegida como la revista oficial del European Orchid Council.